# Synthetonychia glacialis
Synthetonychia glacialis är en spindeldjursart som beskrevs av Forster 1954. Synthetonychia glacialis ingår i släktet Synthetonychia och familjen Synthetonychidae. Inga underarter finns listade i Catalogue of Life.